# Thüringer Fernwasserversorgung

Die Talsperre Leibis-Lichte ist das vorerst letzte Neubauprojekt der Thüringer Fernwasserversorgung

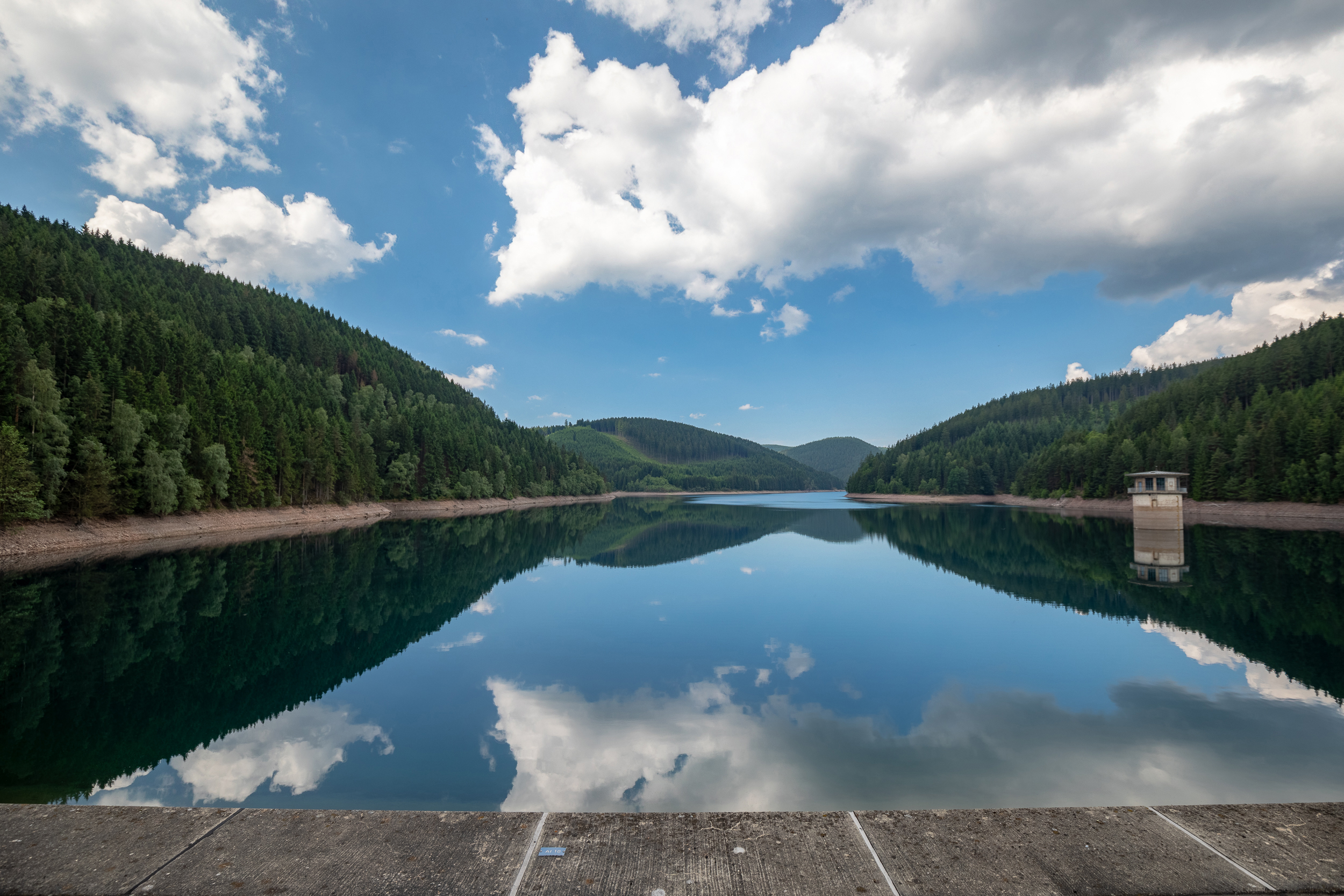
Talsperre Ohra

Die Thüringer Fernwasserversorgung (TFW) entstand durch das Thüringer Gesetz über die Fernwasserversorgung (ThürFWG), um die Wasserversorgung in Thüringen zu sichern und zu modernisieren. Der Hauptsitz der TFW befindet sich in Erfurt, und die Institution wird von der Landesregierung Thüringen sowie dem Fernwasserzweckverband Nord- und Ostthüringen getragen. Geschäftsführer ist Thomas Dirkes.

## Aufgaben und Funktionen
Die Thüringer Fernwasserversorgung (TFW) hat eine Vielzahl von Aufgaben, die sich hauptsächlich auf die Bereiche Trinkwasserversorgung, Hochwasserschutz und Brauchwasserversorgung erstrecken.
Die TFW spielt eine wesentliche Rolle in der Trinkwasserversorgung Thüringens. Sie betreibt und unterhält über 120 Stauanlagen, darunter sechs große Trinkwassertalsperren, aus denen über 50 Prozent des in Thüringen eingesetzten Trinkwassers stammt. Zu den wichtigsten Talsperren gehören Schönbrunn, Neustadt im Südharz und Scheibe-Alsbach, deren Wasser direkt an lokale Wasserversorger weitergegeben wird. Die Talsperren Leibis-Lichte und Ohra werden in Wasserwerken zu Trinkwasser aufbereitet. Ein 570 Kilometer umfassendes Fernwasserleitungsnetz versorgt 25 angeschlossene Zweckverbände, Stadt- und Gemeindewerke mit Fernwasser.
Ein weiterer zentraler Aufgabenbereich der TFW ist der Hochwasserschutz. Die Stauanlagen dienen nicht nur der Wasserversorgung, sondern auch der Regulierung von Hochwasserereignissen. Durch gezielte Steuerung der Wasserstände in den Talsperren können Hochwasserschäden minimiert werden.
Neben der Trinkwasserversorgung stellt die TFW auch Brauchwasser für landwirtschaftliche und industrielle Zwecke bereit. Dies ist besonders in Regionen wichtig, in denen die natürlichen Wasserquellen beeinträchtigt sind. Die TFW arbeitet daran, alternative Wasserquellen zu erschließen und bestehende Versorgungssysteme auszubauen, um den Wasserbedarf in Thüringen zu decken.
Die TFW nutzt regenerative Wasserkraft zur Energieerzeugung. Die erzeugte Energie deckt nicht nur den Eigenbedarf der TFW, sondern ermöglicht auch die Einspeisung von Ökostrom in das Netz. Dies trägt zur nachhaltigen Energieversorgung und zur Reduzierung von CO2-Emissionen bei.
Die TFW unterhält im Auftrag des Freistaates Thüringen das Talsperren- und gewässerkundliche Archiv in Tambach-Dietharz. Dieses Archiv dient als Informations- und Kommunikationszentrum für den Talsperrenbau und die Gewässerkunde in Thüringen.

## Infrastruktur und Netzwerke
Die Infrastruktur der Thüringer Fernwasserversorgung (TWF) umfasst mehrere wesentliche Komponenten, die zusammenarbeiten, um eine zuverlässige Wasserversorgung sicherzustellen. Die TFW betreibt insgesamt 65 Stauanlagen, die nicht nur der Trinkwasserversorgung, sondern auch dem Hochwasserschutz und der Brauchwasserbereitstellung dienen. Zu den wichtigsten Talsperren gehören Leibis-Lichte, Ohra, Schönbrunn, Scheibe-Alsbach und Neustadt. Diese Talsperren decken etwa 45 Prozent des Trinkwasserbedarfs im Freistaat Thüringen. Das Wasser wird über ein weit verzweigtes Rohrleitungsnetz transportiert, das derzeit eine Länge von etwa 551 Kilometern aufweist. Dieses Netz verbindet die Talsperren mit den Trinkwasseraufbereitungsanlagen und den regionalen Wasserversorgern. Die Aufbereitungsanlagen in Luisenthal und Zeigerheim sind entscheidend für die Sicherstellung der Wasserqualität. Hier wird das Wasser aus den Talsperren aufbereitet, bevor es an die örtlichen Wasserversorger weitergeleitet wird.
Die TFW arbeitet fortlaufend daran, ihre Infrastruktur zu erneuern und zu erweitern, um den wachsenden Anforderungen gerecht zu werden und die Versorgungssicherheit zu verbessern. Ein aktuelles Beispiel für die Erweiterung der Infrastruktur ist das Projekt im Landkreis Sömmerda. Hier wird eine neue Trinkwasserleitung von Sömmerda nach Tunzenhausen gebaut, um die Region mit Wasser aus dem Thüringer Wald zu versorgen. Dieses Projekt umfasst die Erneuerung und den Neubau von Trinkwasserleitungen über fast elf Kilometer sowie den Bau einer Pumpenstation bei Kölleda. Die TFW arbeitet eng mit regionalen Versorgungsträgern zusammen, um eine hohe Wasserqualität und Versorgungssicherheit zu gewährleisten. Die Fachleute der TFW überwachen den gesamten Prozess von der Quelle bis zur Übergabe an die regionalen Versorger und stellen sicher, dass die höchsten Qualitätsstandards eingehalten werden.
Die TWF plant, ihre Rolle in der Region weiter auszubauen, indem sie neue Geschäftsfelder wie erneuerbare Energien und sanften Tourismus erschließt. Diese Entwicklungen sollen nicht nur die Wasserversorgung sichern, sondern auch zur nachhaltigen Entwicklung der Region beitragen.

## Bedeutung und Nachhaltigkeit
Die Thüringer Fernwasserversorgung (TWF) ist ein wesentlicher Akteur in der Trinkwasserversorgung Thüringens. Sie betreibt und unterhält über 120 Stauanlagen, die eine wichtige Funktion im Wasserkreislauf erfüllen. Diese Anlagen dienen nicht nur der Trinkwasserversorgung, sondern auch dem Hochwasserschutz und der Bereitstellung von Brauchwasser für landwirtschaftliche und industrielle Zwecke.
Ein Großteil des Trinkwassers in Thüringen, über 50 Prozent, stammt aus den sechs Trinkwassertalsperren, die von der TFW verwaltet werden. Die TFW betreibt ein umfangreiches Fernwasserleitungsnetz von rund 570 Kilometern, das 25 Thüringer Zweckverbände sowie Stadt- und Gemeindewerke mit Fernwasser versorgt. Diese Einrichtungen nutzen das Fernwasser, um ihre eigenen Wasserreserven zu ergänzen oder vollständig auf Fernwasser zu setzen.
Nachhaltigkeit ist ein zentrales Anliegen der TFW. Die Organisation nutzt regenerative Wasserkraft zur Energieerzeugung, was es ihr ermöglicht, ihren Eigenbedarf an Energie vollständig zu decken und darüber hinaus Ökostrom in das Netz einzuspeisen. Diese Praxis trägt zur Reduzierung des ökologischen Fußabdrucks der TFW bei und unterstützt die Energiewende in der Region.
Darüber hinaus ist die TFW in der Lage, durch ihre Stauanlagen und das Management von Hochwasserschutzmaßnahmen die Auswirkungen von Hochwasserereignissen zu minimieren. Dies ist besonders wichtig in Zeiten zunehmender Extremwetterereignisse, die durch den Klimawandel begünstigt werden.
Die TFW ist auch für das Talsperren- und gewässerkundliche Archiv in Tambach-Dietharz verantwortlich. Dieses Archiv dient als Informations- und Kommunikationszentrum für den Talsperrenbau und die Gewässerkunde in Thüringen, was zur Wissensvermittlung und Forschung im Bereich Wasserwirtschaft beiträgt.